# Campionato brasiliano di calcio 1993
Il campionato brasiliano di calcio 1993 è stato la 23ª edizione del massimo campionato brasiliano di calcio.
A differenza degli anni precedenti la CBF decise di organizzare un unico campionato a livello nazionale per 32 squadre totali. La formula scelta per la disputa del primo turno favorì le squadre appartenenti al Clube dos 13, che furono sicure di non retrocedere. Questo consentì in particolare al Grêmio, che l'anno precedente aveva chiuso la Série B al 9º posto, di ritornare e rimanere in massima serie.

## Formula
Primo turno: 32 squadre divise in 4 gruppi di 8 club ciascuno. Ogni club affronta tutte le componenti del proprio girone in partite di andata e ritorno. Si qualificano al secondo turno le prime 3 classificate del gruppo A e del gruppo B, composti dai membri del Clube dos 13 e da Bragantino, Sport e Guarani, migliori 3 squadre non facenti parte del Clube dos 13 nella Série A 1992. Si qualificano al turno intermedio per l'accesso al secondo turno le prime 2 classificate del gruppo C e del gruppo D. Retrocedono in Série B le ultime 4 classificate del gruppo C e del gruppo D.
Turno intermedio: partite di andata e ritorno tra la prima classificata del gruppo C e la seconda del gruppo D e la prima del gruppo D e la seconda del gruppo C. Le vincitrici si qualificano al secondo turno, in caso di pareggio accede al turno successivo la squadra che ha ottenuto il miglior risultato nel primo turno.
Secondo turno: 8 squadre divise in 2 gruppi di 4 club ciascuno. Ciascuna squadra affronta in partite di andata e ritorno tutte le componenti del proprio girone. Si qualificano alla finale i vincitori dei due gironi.
Finale: gara in partita di andata e ritorno. In caso di parità è considerata vincitrice la squadra che ha ottenuto il miglior risultato nei turni precedenti.

## Squadre partecipanti
| Squadra          | Città             | Stato             | Stagione 1992           |
| ---------------- | ----------------- | ----------------- | ----------------------- |
| América-MG       | Belo Horizonte    | Minas Gerais      | 6° in Série B           |
| Atlético Mineiro | Belo Horizonte    | Minas Gerais      | 13° in Série A          |
| Athl. Paranaense | Curitiba          | Paraná            | 15° in Série A          |
| Bahia            | Salvador          | Bahia             | 18° in Série A          |
| Botafogo         | Rio de Janeiro    | Rio de Janeiro    | 2° in Série A           |
| Bragantino       | Bragança Paulista | San Paolo         | 4° in Série A           |
| Ceará            | Fortaleza         | Ceará             | 10° in Série B          |
| Corinthians      | San Paolo         | San Paolo         | 5° in Série A           |
| Coritiba         | Curitiba          | Paraná            | 12° in Série B          |
| Criciúma         | Criciúma          | Santa Catarina    | 3° in Série B           |
| Cruzeiro         | Belo Horizonte    | Minas Gerais      | 8° in Série A           |
| Desportiva       | Cariacica         | Espírito Santo    | 11° in Série B          |
| Flamengo         | Rio de Janeiro    | Rio de Janeiro    | Vincitore della Série A |
| Fluminense       | Rio de Janeiro    | Rio de Janeiro    | 14° in Série A          |
| Fortaleza        | Fortaleza         | Ceará             | 7° in Série B           |
| Goiás            | Goiânia           | Goiás             | 17° in Série A          |
| Grêmio           | Porto Alegre      | Rio Grande do Sul | 9° in Série B           |
| Guarani          | Campinas          | San Paolo         | 9° in Série A           |
| Internacional    | Porto Alegre      | Rio Grande do Sul | 10° in Série A          |
| Náutico          | Recife            | Pernambuco        | 19° in Série A          |
| Palmeiras        | San Paolo         | San Paolo         | 11° in Série A          |
| Paraná           | Curitiba          | Paraná            | 1° in Série B           |
| Paysandu         | Belém             | Pará              | 20° in Série A          |
| Portuguesa       | San Paolo         | San Paolo         | 16° in Série A          |
| Remo             | Belém             | Pará              | 5° in Série B           |
| San Paolo        | San Paolo         | San Paolo         | 6° in Série A           |
| Santa Cruz       | Recife            | Pernambuco        | 4° in Série B           |
| Santos           | Santos            | San Paolo         | 7° in Série A           |
| Sport Recife     | Recife            | Pernambuco        | 12° in Série A          |
| União São João   | Araras            | San Paolo         | 8° in Série B           |
| Vasco da Gama    | Rio de Janeiro    | Rio de Janeiro    | 3° in Série A           |
| Vitória          | Salvador          | Bahia             | 2° in Série B           |

## Primo turno

### Gruppo A

#### Risultati
| Casa/Trasferta | BAH | BOT | BRA | CRT | CRU | FLA | INT | SPA |
| -------------- | --- | --- | --- | --- | --- | --- | --- | --- |
| Bahia          |     | 1-0 | 1-0 | 1-3 | 1-3 | 1-1 | 0-1 | 1-1 |
| Botafogo       | 3-0 |     | 1-1 | 0-1 | 0-1 | 0-1 | 2-0 | 0-4 |
| Bragantino     | 2-2 | 0-0 |     | 0-0 | 1-0 | 5-1 | 3-3 | 0-0 |
| Corinthians    | 5-1 | 5-1 | 2-1 |     | 2-1 | 1-0 | 2-0 | 1-0 |
| Cruzeiro       | 6-0 | 3-0 | 1-0 | 0-2 |     | 1-2 | 4-1 | 1-1 |
| Flamengo       | 1-1 | 2-0 | 1-1 | 1-1 | 2-1 |     | 3-0 | 2-0 |
| Internacional  | 1-0 | 1-0 | 1-1 | 1-1 | 3-0 | 2-0 |     | 1-1 |
| San Paolo      | 2-0 | 1-0 | 3-3 | 1-1 | 0-0 | 2-0 | 3-2 |     |

#### Classifica
| Pos. | Squadra       | Pt | G  | V  | N | P  | GF | GS | DR  |
| ---- | ------------- | -- | -- | -- | - | -- | -- | -- | --- |
| 1    | Corinthians   | 24 | 14 | 10 | 4 | 0  | 27 | 8  | +19 |
| 2    | San Paolo     | 17 | 14 | 5  | 7 | 2  | 19 | 12 | +7  |
| 3    | Flamengo      | 16 | 14 | 6  | 4 | 4  | 17 | 16 | +1  |
| 4    | Cruzeiro      | 14 | 14 | 6  | 2 | 6  | 22 | 15 | +7  |
| 5    | Internacional | 14 | 14 | 5  | 4 | 5  | 17 | 20 | -3  |
| 6    | Bragantino    | 13 | 14 | 2  | 9 | 3  | 18 | 16 | +2  |
| 7    | Bahia         | 8  | 14 | 2  | 4 | 8  | 10 | 29 | -19 |
| 8    | Botafogo      | 6  | 14 | 2  | 2 | 10 | 7  | 21 | -14 |

#### Verdetti
- Corinthians, San Paolo e Flamengo qualificati per il secondo turno.

### Gruppo B

#### Risultati
| Casa/Trasferta | AT-MG | FLU | GRÊ | GUA | PAL | SAN | SPO | VAS |
| -------------- | ----- | --- | --- | --- | --- | --- | --- | --- |
| Atlético-MG    |       | 1-2 | 0-0 | 1-0 | 2-3 | 1-1 | 0-1 | 1-3 |
| Fluminense     | 2-0   |     | 0-1 | 1-2 | 2-4 | 3-4 | 0-0 | 1-3 |
| Grêmio         | 2-0   | 3-2 |     | 0-1 | 1-1 | 0-1 | 2-1 | 4-1 |
| Guarani        | 2-0   | 3-1 | 2-2 |     | 1-1 | 2-1 | 2-0 | 2-0 |
| Palmeiras      | 1-0   | 2-1 | 3-1 | 3-1 |     | 0-1 | 3-0 | 2-0 |
| Santos         | 1-0   | 0-2 | 2-0 | 3-3 | 3-1 |     | 3-0 | 1-1 |
| Sport          | 2-1   | 1-1 | 1-0 | 0-0 | 1-2 | 0-2 |     | 2-5 |
| Vasco da Gama  | 1-0   | 2-0 | 2-4 | 0-0 | 0-1 | 1-1 | 0-1 |     |

#### Classifica
| Pos. | Squadra          | Pt | G  | V  | N | P  | GF | GS | DR  |
| ---- | ---------------- | -- | -- | -- | - | -- | -- | -- | --- |
| 1    | Palmeiras        | 22 | 14 | 10 | 2 | 2  | 27 | 14 | +13 |
| 2    | Santos           | 20 | 14 | 8  | 4 | 2  | 24 | 14 | +10 |
| 3    | Guarani          | 19 | 14 | 7  | 5 | 2  | 21 | 13 | +8  |
| 4    | Grêmio           | 15 | 14 | 6  | 3 | 5  | 20 | 17 | +3  |
| 5    | Vasco da Gama    | 13 | 14 | 5  | 3 | 6  | 19 | 20 | -1  |
| 6    | Sport Recife     | 11 | 14 | 4  | 3 | 7  | 10 | 21 | -11 |
| 7    | Fluminense       | 8  | 14 | 3  | 2 | 9  | 18 | 26 | -8  |
| 8    | Atlético Mineiro | 4  | 14 | 1  | 2 | 11 | 7  | 21 | -14 |

#### Verdetti
- Palmeiras, Santos e Guarani qualificati per il secondo turno.

### Gruppo C

#### Risultati
| Casa/Trasferta | CEA | FOR | GOI | NÁU | PAY | REM | SCR | VIT |
| -------------- | --- | --- | --- | --- | --- | --- | --- | --- |
| Ceará          |     | 3-1 | 3-1 | 1-0 | 2-0 | 2-1 | 0-1 | 0-3 |
| Fortaleza      | 0-1 |     | 1-1 | 1-1 | 0-2 | 2-1 | 1-2 | 3-1 |
| Goiás          | 2-2 | 0-0 |     | 3-0 | 0-0 | 1-2 | 1-0 | 0-3 |
| Náutico        | 2-1 | 3-1 | 0-0 |     | 0-0 | 1-0 | 2-1 | 0-2 |
| Paysandu       | 1-0 | 1-0 | 1-1 | 1-1 |     | 1-1 | 2-1 | 2-0 |
| Remo           | 2-0 | 6-0 | 4-0 | 2-1 | 2-1 |     | 3-1 | 2-0 |
| Santa Cruz     | 3-0 | 1-1 | 3-1 | 1-2 | 0-1 | 5-1 |     | 0-0 |
| Vitória        | 2-1 | 0-0 | 3-1 | 4-1 | 5-2 | 2-1 | 2-1 |     |

#### Classifica
| Pos. | Squadra    | Pt | G  | V | N | P | GF | GS | DR  |
| ---- | ---------- | -- | -- | - | - | - | -- | -- | --- |
| 1    | Vitória    | 20 | 14 | 9 | 2 | 3 | 27 | 14 | +13 |
| 2    | Remo       | 17 | 14 | 8 | 1 | 5 | 28 | 17 | +11 |
| 3    | Paysandu   | 17 | 14 | 6 | 5 | 3 | 15 | 13 | +2  |
| 4    | Náutico    | 14 | 14 | 5 | 4 | 5 | 14 | 18 | -4  |
| 5    | Ceará      | 13 | 14 | 6 | 1 | 7 | 16 | 19 | -3  |
| 6    | Santa Cruz | 12 | 14 | 5 | 2 | 7 | 20 | 17 | +3  |
| 7    | Goiás      | 10 | 14 | 2 | 6 | 6 | 12 | 22 | -10 |
| 8    | Fortaleza  | 9  | 14 | 2 | 5 | 7 | 11 | 23 | -12 |

#### Verdetti
- Vitória e Remo qualificati per il turno intermedio.
- Ceará, Santa Cruz, Goiás e Fortaleza retrocessi in Série B.

### Gruppo D

#### Risultati
| Casa/Trasferta | AM-MG | AT-PR | CRT | CRI | DES | PAR | POR | USJ |
| -------------- | ----- | ----- | --- | --- | --- | --- | --- | --- |
| América-MG     |       | 0-0   | 0-0 | 0-0 | 0-0 | 2-2 | 4-1 | 1-3 |
| Atlético-PR    | 5-1   |       | 1-3 | 0-1 | 2-2 | 0-0 | 0-0 | 0-3 |
| Coritiba       | 1-0   | 0-0   |     | 1-1 | 0-0 | 0-0 | 2-2 | 1-1 |
| Criciúma       | 3-1   | 3-0   | 1-0 |     | 2-1 | 0-1 | 1-2 | 1-1 |
| Desportiva     | 1-4   | 1-1   | 0-1 | 1-2 |     | 0-0 | 0-0 | 1-0 |
| Paraná         | 1-3   | 0-4   | 3-0 | 2-0 | 6-1 |     | 1-0 | 1-0 |
| Portuguesa     | 1-2   | 2-0   | 3-0 | 5-2 | 3-1 | 1-0 |     | 2-1 |
| União São João | 0-0   | 0-1   | 3-1 | 5-1 | 2-0 | 0-0 | 2-1 |     |

#### Classifica
| Pos. | Squadra          | Pt | G  | V | N | P | GF | GS | DR  |
| ---- | ---------------- | -- | -- | - | - | - | -- | -- | --- |
| 1    | Portuguesa       | 17 | 14 | 7 | 3 | 4 | 23 | 16 | +7  |
| 2    | Paraná           | 17 | 14 | 6 | 5 | 3 | 17 | 11 | +6  |
| 3    | União São João   | 16 | 14 | 6 | 4 | 4 | 21 | 11 | +10 |
| 4    | Criciúma         | 15 | 14 | 6 | 3 | 5 | 18 | 20 | -2  |
| 5    | América-MG       | 14 | 14 | 4 | 6 | 4 | 18 | 18 | 0   |
| 6    | Coritiba         | 13 | 14 | 3 | 7 | 4 | 10 | 15 | -5  |
| 7    | Athl. Paranaense | 12 | 14 | 3 | 6 | 5 | 14 | 16 | -2  |
| 8    | Desportiva       | 8  | 14 | 1 | 6 | 7 | 9  | 23 | -14 |

#### Verdetti
- Portuguesa e Paraná qualificati per il turno intermedio.
- América Mineiro,[2] Coritiba, Atlético Paranaense e Desportiva retrocessi in Série B.

## Turno intermedio

### Risultati
| Squadra 1 | Totale | Squadra 2  | Andata | Ritorno |
| --------- | ------ | ---------- | ------ | ------- |
| Paraná    | 1-1    | Vitória    | 1-1    | 0-0     |
| Remo      | 5-4    | Portuguesa | 5-2    | 0-2     |

### Verdetti
- Vitória e Remo qualificati per il secondo turno.

## Secondo turno

### Gruppo E

#### Risultati
| 1ª giornata  | 1ª giornata  | 1ª giornata | 1ª giornata | 1ª giornata |
| 20 nov. 1993 | 20 nov. 1993 |             | 8 dic. 1993 | 8 dic. 1993 |
| ------------ | ------------ | ----------- | ----------- | ----------- |
| 3-2          | Corinthians  | -           | Santos      | 2-1         |
| 1-0          | Vitória      | -           | Flamengo    | 1-1         |

| 2ª giornata       | 2ª giornata       | 2ª giornata | 2ª giornata     | 2ª giornata     |
| 24 e 26 nov. 1993 | 24 e 26 nov. 1993 |             | 5 e 4 dic. 1993 | 5 e 4 dic. 1993 |
| ----------------- | ----------------- | ----------- | --------------- | --------------- |
| 2-1               | Vitória           | -           | Corinthians     | 2-2             |
| 1-1               | Flamengo          | -           | Santos          | 1-2             |

| 3ª giornata  | 3ª giornata  | 3ª giornata | 3ª giornata  | 3ª giornata  |
| 28 nov. 1993 | 28 nov. 1993 |             | 1º dic. 1993 | 1º dic. 1993 |
| ------------ | ------------ | ----------- | ------------ | ------------ |
| 1-1          | Flamengo     | -           | Corinthians  | 2-2          |
| 3-3          | Santos       | -           | Vitória      | 2-2          |

#### Classifica
| Pos. | Squadra     | Pt | G | V | N | P | GF | GS | DR |
| ---- | ----------- | -- | - | - | - | - | -- | -- | -- |
| 1    | Vitória     | 8  | 6 | 2 | 4 | 0 | 11 | 9  | +2 |
| 2    | Corinthians | 7  | 6 | 2 | 3 | 1 | 11 | 10 | +1 |
| 3    | Santos      | 5  | 6 | 1 | 3 | 2 | 11 | 12 | -1 |
| 4    | Flamengo    | 4  | 6 | 0 | 4 | 2 | 6  | 8  | -2 |

#### Verdetti
- Vitória qualificato per la finale.

### Gruppo F

#### Risultati
| 1ª giornata       | 1ª giornata       | 1ª giornata       | 1ª giornata     | 1ª giornata     |
| 21 e 22 nov. 1993 | 21 e 22 nov. 1993 | 21 e 22 nov. 1993 | 4 e 5 dic. 1993 | 4 e 5 dic. 1993 |
| ----------------- | ----------------- | ----------------- | --------------- | --------------- |
| 1-1               | Palmeiras         | -                 | San Paolo       | 2-0             |
| 1-1               | Remo              | -                 | Guarani         | 2-8             |

| 2ª giornata       | 2ª giornata       | 2ª giornata       | 2ª giornata  | 2ª giornata  |
| 25 e 26 nov. 1993 | 25 e 26 nov. 1993 | 25 e 26 nov. 1993 | 1º dic. 1993 | 1º dic. 1993 |
| ----------------- | ----------------- | ----------------- | ------------ | ------------ |
| 1-2               | Guarani           | -                 | Palmeiras    | 3-0          |
| 2-0               | San Paolo         | -                 | Remo         | 1-0          |

| 3ª giornata  | 3ª giornata  | 3ª giornata           | 3ª giornata           | 3ª giornata           |
| 28 nov. 1993 | 28 nov. 1993 | 19 nov. e 8 dic. 1993 | 19 nov. e 8 dic. 1993 | 19 nov. e 8 dic. 1993 |
| ------------ | ------------ | --------------------- | --------------------- | --------------------- |
| 3-2          | San Paolo    | -                     | Guarani               | 1-0                   |
| 1-2          | Remo         | -                     | Palmeiras             | 0-0                   |

#### Classifica
| Pos. | Squadra   | Pt | G | V | N | P | GF | GS | DR  |
| ---- | --------- | -- | - | - | - | - | -- | -- | --- |
| 1    | Palmeiras | 10 | 6 | 4 | 2 | 0 | 10 | 3  | +7  |
| 2    | San Paolo | 9  | 6 | 4 | 1 | 1 | 8  | 5  | +3  |
| 3    | Guarani   | 3  | 6 | 1 | 1 | 4 | 12 | 12 | 0   |
| 4    | Remo      | 2  | 6 | 0 | 2 | 4 | 4  | 14 | -10 |

#### Verdetti
- Palmeiras qualificato per la finale.

## Finale

### Andata
| Arbitro: | Marsiglia |

| |            | |
| | Marcatori  | 78’ Edílson |
| · Dida P · Rodrigo D · João Marcelo D · Evandro D · China D · Renato Martins D · Gil Sergipano C · Roberto Cavalo C · Paulo Isidoro C · Gerônimo A · Claudinho A · Alex Alves A · Pichetti A | Formazioni | · P Sérgio · D Cláudio · C Amaral · D Zago · D Cléber · D Roberto Carlos · C César Sampaio · C Mazinho · C Zinho · A Edílson · C Jean Carlo · A Edmundo · A Evair |
| Fito Neves | Allenatori | Luxemburgo |

### Ritorno
| Arbitro: | Rezende de Freitas |

| |            | |
| Evair 4’ Edmundo 23’ | Marcatori  | |
| · Sérgio P · Gil Baiano D · Zago D · Cléber D · Tonhão D · Roberto Carlos D · César Sampaio C · Mazinho C · Zinho C · Edílson A · Edmundo A · Evair A · Sorato A | Formazioni | · P Dida · D Rodrigo · D João Marcelo · D China 54’ · D Renato Martins · C Gil Sergipano · C Roberto Cavalo · C Paulo Isidoro · A Alex Alves · A Claudinho · A Giuliano · C Fabinho · D Evandro |
| Luxemburgo | Allenatori | Fito Neves |

### Verdetti
- Palmeiras campione del Brasile 1993 e qualificato per la Coppa Libertadores 1994.

## Classifica marcatori
| Pos. | Giocatore          | Squadra        | Gol |
| ---- | ------------------ | -------------- | --- |
| 1    | Guga               | Santos         | 14  |
| 2    | Clóvis             | Guarani        | 13  |
| 3    | Ronaldo            | Cruzeiro       | 12  |
| 4    | Edmundo            | Palmeiras      | 11  |
| 4    | Rivaldo            | Corinthians    | 11  |
| 6    | Ageu               | Remo           | 10  |
| 6    | Claudinho          | Vitória        | 10  |
| 6    | Osias              | União São João | 10  |
| 9    | Bentinho           | Portuguesa     | 9   |
| 10   | Alex Alves         | Vitória        | 8   |
| 10   | Edílson            | Palmeiras      | 8   |
| 10   | Nílson             | Fluminense     | 8   |
| 10   | Paulinho Kobayashi | Portuguesa     | 8   |